# Archigram
Archigram var en grupp brittiska experimentella arkitekter och en tidskrift på 1960- och 1970-talet.
Archigram startades av de tre arkitekterna Peter Cook, Michael Webb och David Green. I maj 1961 kom tidningen "Archigram Paper One" ut som var en attack mot den "fega och dåliga arkitekturen". Numret som var full av ord som "skin", "flow", "love" och "plastic" innehöll dikter, diagram och presentationer av avantgardistiska arkitekturprojekt. Gruppen uppmanade till bojkott av Bauhaus, anonyma skyskrapor i glas och betong, arkitekturhistoria och rutat papper. 
Gruppen utökades snart med arkitekterna Warren Chalk, Dennis Crompton och Ron Herron. 
Gruppen ritade exempelvis undervattenstäder, vandrande städer, tälthus för urbana nomader, städer som flöt omkring i luften och robotar. de lät sig inspireras av jazz, graffiti, serietidningar och popkonsten.
1963 satte de samman utställningen "Living City" på Institute of Contemporary Arts i London. Utställningen fungerade som ett manifest för deras tro på “staden som en unik organism". Staden skulle inte bara vara en samling byggnader, utan ett medel för att frigöra människor genom att omfamna nya teknologier. Staden, menade de, ska stärka sina invånare att själva välja hur de vill leva sina liv.
När Archigram lades ner 1974 hade det kommit ut nio och ett halvt nummer av tidningen.[källa behövs]